# Komet Swift-Tuttle
Swift-Tuttle (označen kao 109P/Swift-Tuttle, 1737 N1; 1737 II; 1862 O1;
1862 III; 1992 S2; 1992 XXVIII) periodični je komet Halleyjeve vrste u Sunčevom sustavu koji je ophodnog vremena svake 133 godine. Spada u klasičnu definiciju kometa Halleyjevske vrste, koje su ophodnog vremena od 20 do 200 godina.
Komet su 1862. otkrili, neovisno jedan o drugome, Lewis Swift (16. srpnja) i Horace Parnell Tuttle (19. srpnja). Ponovo je postao vidljiv 1992. kad ga je uočio japanski astronom Tsuruhiko Kiuchi. Bio je vidljiv dalekozorom. Komet se smatralo izgubljenim, no astronom Brian G. Marsden uspješno je predvidio povratak tog kometa 1992. godine.
Vrlo je određene orbite i ima jezgru promjera 26 km.

## Vanjske poveznice
- Cometography.com: komet Swift-Tuttle
- [neaktivna poveznica]
- Simulacija ophoda u Laboratoriju za mlazni pogon
- 109P/Swift-Tuttle u bazi podataka Centra malih planeta
- 109P/Swift–Tuttle u Nasinoj bazi podataka malih svemirskih tijela pri Laboratoriju mlaznog pogona
- Periodični komet Swift–Tuttle na NASA-inoj Astronomy Picture of the Day